# 4. korpus (Kopenska vojska ZDA)
Za druge 4. korpuse glejte 4. korpus.
4. korpus (izvirno angleško IV Corps) je korpus Kopenske vojske Združenih držav Amerike.